# ديفيد ماكالوم
ديفيد كيث ماكالوم الابن (بالإنجليزية: David McCallum)‏ ممثل وموسيقي بريطاني، وُلد في 19 سبتمبر 1933 في غلاسكو. عُرف لجمهور التلفاز من خلال تجسيده دور إيليا كورياكين، عميل سري روسي في مسلسل تلفزيوني «عملاء خاصين»، إضافةً لدور دونالد مالارد «داكي» الطبيب الشرعي في إن سي آي إس.

## وفاته
توفي ديفيد مالكوم في 25 سبتمبر 2023 عم عمر ناهز التسعين.

## روابط خارجية
- ديفيد ماكالوم على موقع IMDb (الإنجليزية)
- ديفيد ماكالوم على موقع الموسوعة البريطانية (الإنجليزية)
- ديفيد ماكالوم على موقع روتن توميتوز (الإنجليزية)
- ديفيد ماكالوم على موقع ألو سيني (الفرنسية)
- ديفيد ماكالوم على موقع ميوزك برينز (الإنجليزية)
- ديفيد ماكالوم على موقع تيرنر كلاسيك موفيز (الإنجليزية)
- ديفيد ماكالوم على موقع أول موفي (الإنجليزية)
- ديفيد ماكالوم على موقع قاعدة بيانات برودواي على الإنترنت (الإنجليزية)
- ديفيد ماكالوم على موقع قاعدة بيانات الأفلام السويدية (السويدية)
- ديفيد ماكالوم على موقع إن إن دي بي (الإنجليزية)